# Eupithecia cupressata
Eupitecia cupressata es una especie de polilla de la familia Geometridae. La especie fue descrita por primera vez por Richard F. Pearsall en 1910 con distribución en el estado de California. El holotipo de la especie fue descrito en la sierra Huachuca.
Las larvas se alimentan de Cupressus macrocarpa y posiblemente también se alimenten de Sequoia sempervirens. Presumiblemente se alimentan de flores o capullos de hojas.

## Distribución
Es una polilla que se encuentra en los condados de Alameda, Mendocino y Monterey en la costa central de California.

## Descripción
E. classicata es una polilla pequeña con una envergadura de las alas anteriores es de 25 milímetros (1 plg), tamaño que le distingue de otras polillas del género. Es de color marrón en el segmento dorsal del ala anterior (el ala trasera es más pálida) con una mancha discal prominente de color marrón oscuro y maculación dorsal generalmente reducida. Sus palpos labiales son largos y marrones con un punto blanquecino en su extremo.